# العودة (فلم 2006)
العودة (بالإنجليزية: The Return) هو فيلم رعب نفسي أمريكي لعام 2006 من إخراج أسيف كاباديا وبطولة سارة ميشيل غيلار، كيت بيهان ، وآدم سكوت ، وبيتر أوبراين ، وسام شيبرد.

## روابط خارجية
- مقالات تستعمل روابط فنية بلا صلة مع ويكي بيانات